# 穴どろ
『穴どろ』（あなどろ）は古典落語の演目。『穴泥』とも表記される。別題に『穴庫の泥棒』（あなぐらのどろぼう）、『晦日の三両』（みそかのさんりょう）。かつては別題にもある『穴庫の泥棒』の題であったが、これが詰まって現在の題となった。
大晦日に、金が工面できずに困っていた男が扉が開いていた商家につい入ってしまい、そこで穴庫（穴倉、あなぐら）に落下したところを、店主に泥棒と勘違いされて捕まえられそうになる内容。
嘉永（1848年 - 1854年）ごろに出版された笑話本『今年はなし』の「どろ棒」に類似の内容が見える。それよりも早い喜久亭寿暁の演目帳『滑稽集』に「どろぼう 穴蔵」とあり、その時代にすでに口演されていたとみられる。
主な演者には、8代目桂文楽や林家彦六、5代目古今亭志ん生などがいる。3代目春風亭柳好は最期に演じた。

## あらすじ
大晦日、ある男は3両の金が工面できず、女房に家を追い出され金策に奔走していた。しかし、アテがあるわけでもなく、途方に暮れている。
男がとある商家の前にやってきた時、ちょうど店の若い衆が遊びに出て木戸を開けっ放しにしているところに出くわす。魔が差した男はそこからそっと邸内に入り、3両を盗もうと物色を始めた。宴会があったのか、酒や食べ物が散らかっており、これはいいとつまみ食いをしていると、子供が現れる。もともと子供好きであった男は子供をあやすが、そのうち、うっかりして土間の地面に掘られた穴倉に落ちた。
男が落ちた時の音を聞いて店の者がかけつけ、すぐに穴倉に泥棒が落ちたらしいことがわかる。晦日ゆえに早く対処したいが、泥棒を捕まえようにも穴倉は真っ暗でどんな奴かはわからない。店の旦那に呼ばれて腕に自信のある威勢のいい男が連れてこられるが、泥棒が「降りてくれば股を噛み付いてやる（または裂いてやる）」などと大きな声を挙げて威嚇してくるため尻込みしてしまう。旦那は泥棒を捕まえれば1両出すと発破をかけるが、男は首を縦に振らず、2両出すといっても態度は変わらない。仕方なく、旦那は「盗人に追い銭だ。3両出してやろう」と提案し、男は「3両なら降りてやる」と決心する。それを穴倉で聞いていた泥棒が言う。
「なに3両くれるのか？　なら俺の方から上がってやる」

## バリエーション
武藤禎夫の『定本 落語三百題』（岩波書店）に掲載されているあらすじでは、主人公の男は商家の扉が開いたままになっている不用心を注意する目的で中に入ったという形になっている。